# Tomislav Butina
Tomislav Butina (Zágráb, 1974. március 30. –), horvát válogatott labdarúgókapus.
A horvát válogatott tagjaként részt vett a 2004-es Európa-bajnokságon, a 2002-es és a 2006-os világbajnokságon.

## Sikerei, díjai
Dinamo Zagreb
- Horvát bajnok (4): 1997–98, 1998–99, 1999–2000, 2002–03
- Horvát kupagyőztes (3): 1997–98, 2000–01, 2001–02

Club Bruges
- Belga bajnok (1): 2004–05
- Belga kupagyőztes (1): 2003–04

Olimbiakósz
- Görög bajnok (1): 2007–08
- Görög kupagyőztes (1): 2007–08